# چارنوشتسه
چارنوشتسه (به لهستانی:  Czarnoszyce) یک روستا در لهستان است که در گمینا چووخوو واقع شده‌است. چارنوشتسه ۹۷ نفر جمعیت دارد.